# Papilio antimachus
Papilio antimachus är en orange och brun fjäril som är mycket giftig. Med ett vingspann på upp till 23 centimeter är den Afrikas största fjäril. Den håller sig nästan enbart högt uppe bland trädtopparna i regnskogen vilket gör den svårobserverad och därför är mycket av dess levnadssätt höljt i dunkel.

## Utseende
Papilio antimachus är med ett vingspann på mellan 20 och 23 centimeter Afrikas största fjäril. Honan är mindre men i övrigt är könen lika varandra. Vingarnas ovansidor är orange och mönstrade med mörkbruna fläckar i olika storlekar. Framvingens framhörn liksom ytterkanterna är något ljusare bruna. Undersidan liknar ovansidan men färgerna är ljusare än på ovansidan. Papilio antimachus är mycket giftig och de starka färgerna är en varningssignal till rovdjur som kan vilja äta den.

## Levnadssätt och habitat
Denna fjäril, liksom alla andra fjärilar, genomgår under sitt liv fyra olika stadier; ägg, larv, puppa och fullvuxen (imago). En sådan förvandling kallas för fullständig metamorfos. För Papilio antimachus är det okänt när parningen sker, var honan lägger sina ägg, hur larven och puppan ser ut och hur lång tid det tar för den att utvecklas till en fullvuxen fjäril.
Fjärilens habitat, den miljö den lever i, är regnskog. Honorna håller sig enbart uppe bland trädkronorna men hanarna flyger ibland i skogsgläntor och skogsbryn där de kan dricka nektar från blommande buskar eller dricka ur lerpölar på marken.
Eftersom Papilio antimachus nästan enbart finns bland regnskogens trädtoppar är den svår att observera och man känner därför inte till dess exakta utbredning eller hur känslig den är för förändringar i sitt habitat. Det man vet är att regnskogen försvinner mer och mer och det finns en farhåga att detta kan påverka Papilio antimachus negativt. Den har därför fått status Kunskapsbrist (DD) på IUCN:s rödlista

## Utbredning
Denna fjäril förekommer i regnskogsområden i västra och centrala Afrika, från Sierra Leone och österut i Guinea, Liberia, Elfenbenskusten, Ghana, Togo, Benin, Nigeria, Kamerun, Ekvatorialguinea, Gabon, Kongo-Brazzaville, Angola, Centralafrikanska republiken, Kongo-Kinshasa, Rwanda och västra Uganda.